# Tomás Enrique Bittar Navarro
Tomás Enrique Bittar Navarro é um político do Paraguai filiado ao partido Asociación Nacional Republicana. Foi presidente do Parlamento do Mercosul (Parlasul) em 2018 e em 2022.

## Biografia

### Vida política
De 2003 a 2006 foi Presidente da Direcção Nacional da Aeronáutica Civil do Paraguai, DINAC. Em 2013 foi eleito, pela Associação Nacional Republicana, uma corrente política do Partido Colorado paraguaio parlamentar do Mercosul para o mandato até 2018 e de 2013 a 2018 foi Vice-Presidente do Parlamento do Mercosul e Membro do Conselho de Administração; membro do conselho de administração da Hidroeléctrica binacional de Yacyretá; reeleito parlamentar do Mercosul para o quinquênio 2018-2023. Em 2018, foi presidente do Parlamento do Mercosul (Parlasul). Em 2022, foi novamente presidente do Parlasul.